# Placówka Straży Celnej „Zubeńsko”

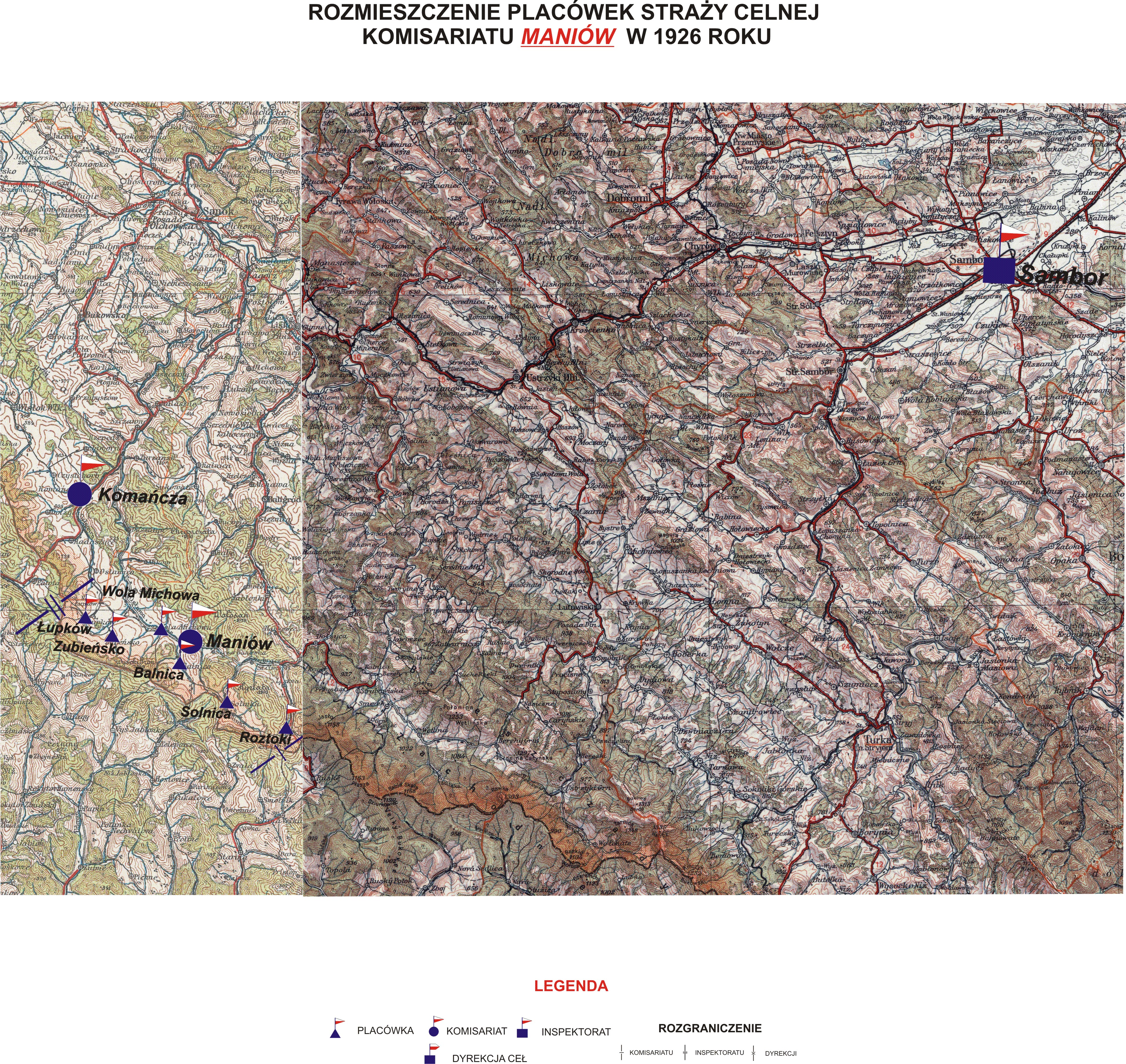
Rozmieszczenie placówek SC Komisariatu Maniów w 1926 r.

Placówka Straży Celnej „Zubeńsko” – jednostka organizacyjna Straży Celnej pełniąca w okresie międzywojennym służbę ochronną na granicy polsko-czechosłowackiej.

## Formowanie i zmiany organizacyjne
Na wniosek Ministerstwa Skarbu, uchwałą z 10 marca 1920 roku, powołano do życia Straż Celną. Od połowy 1921 roku jednostki Straży Celnej rozpoczęły przejmowanie odcinków granicy od pododdziałów Batalionów Celnych. Proces tworzenia Straży Celnej trwał do końca 1922 roku. Placówka Straży Celnej „Zubeńsko” weszła w podporządkowanie komisariatu Straży Celnej „Maniów” z Inspektoratu SC „Sambor”.
W drugiej połowie 1927 roku przystąpiono do gruntownej reorganizacji Straży Celnej. W praktyce skutkowało to rozwiązaniem tej formacji granicznej. Ochronę północnej, zachodniej i południowej granicy państwa przejęła powołana z dniem 2 kwietnia 1928 roku Straż Graniczna. W strukturach nowo powstałej formacji placówki „Zubeńko” nie odtworzono.

## Funkcjonariusze placówki
Kierownicy placówki
| stopień          | imię i nazwisko, numer | okres pełnienia służby | kolejne stanowisko |
| ---------------- | ---------------------- | ---------------------- | ------------------ |
| starszy strażnik | Józef Witucki (2210)   | był w 1926             |                    |

Obsada personalna placówki w 1926:
- starszy strażnik Józef Witucki (2210)
- strażnik Wojciech Kubiak (353)
- strażnik Bronisław Bucha (330)
- strażnik Paweł Agaciak (980)
- strażnik Julian Biernacki (1943)
- strażnik Jan Kowal (2024)